# Querencia (album)
Querencia è il primo album in studio della cantante sudcoreana Chungha, pubblicato nel 2021.

## Tracce
1. Side A (Noble) – 1:07 (testo: Vincenzo – musica: Vincenzo)
2. Bicycle – 2:59 (testo: Vincenzo, Chungha – musica: Daniel Kim, Jeremy G (FutureSound), Dawn Elektra)
3. Masquerade – 3:17 (testo: Jinri (Full8loom) – musica: Jinri (Full8loom), Glory Face (Full8loom), Yuka (Full8loom))
4. Flying on Faith – 3:06 (testo: Mich Hansen, Daniel Mirza, Daniel Davidsen, Wayne Hector, Lucas Secon – musica: Mich Hansen, Daniel Mirza, Daniel Davidsen, Wayne Hector, Lucas Secon)
5. Luce Sicut Stellae – 3:11 (testo: Lee Seu-ran – musica: Hotsauce, Maria Marcus)
6. Side B (Savage) – 1:01 (musica: Vincenzo) – Vincenzo
7. Stay Tonight – 3:37 (testo: Vincenzo, Any Masingga, Fuxxy, Anna Timgren – musica: Vincenzo, Masingga, Fuxxy, Timgren)
8. Dream of You (with R3hab) – 3:13 (testo: Peter Hanna, Rebecca King – musica: Michael Fatkin, Vincenzo)
9. Bother Me (짜증 나게 만들어; Jjajeung Nage Mandeureo) – 3:22 (testo: Sumin – musica: Slom, Sumin, DJ Soulscape)
10. Chill (Chill해) – 3:26 (testo: earattack, Ra.L – musica: earattack, Larmook)
11. Side C (Unknown) – 1:01 (musica: Vincenzo) – Vincenzo
12. Play (featuring Changmo) – 3:20 (testo: Vincenzo, Masingga, Fuxxy, Timgren, Changmo – musica: Vincenzo, Masingga, Fuxxy, Timgren, Changmo)
13. Demente (featuring Guaynaa) – 2:43 (testo: Lao Ra, Guaynaa, Vincenzo – musica: Tinashé Fazakerley, Laura Carvajalino Avila)
14. Lemon (featuring Colde) – 3:22 (testo: Colde – musica: Colde, Stally, Johnny, Chiic)
15. Byulharang (160504 + 170607) (별하랑 (160504 + 170607)) – 3:43 (testo: Chungha, Vincenzo, Fuxxy, Any Masingga – musica: Chungha, Vincenzo, Fuxxy, Any Masingga)
16. Side D (Pleasures) – 1:03 (musica: Vincenzo) – Vincenzo
17. X (걸어온 길에 꽃밭 따윈 없었죠; Georeo-on Gire Kkotbat Ttawin Eopseotjyo) – 4:15 (testo: Cliff Lin, The Black Skirts – musica: Lin, The Black Skirts)
18. All Night Long – 3:45 (testo: Yerin Baek – musica: Yerin Baek, Cloud)
19. Everybody Has (솔직히 지친다; Soljikhi Jichinda) – 3:42 (testo: Armadillo – musica: Armadillo)
20. Comes N Goes – 3:31 (testo: Vincenzo, Masingga, Fuxxy, Timgren – musica: Vincenzo, Masingga, Fuxxy, Timgren)
21. Querencia (Epilogue) – 1:34 (testo: Vincenzo – musica: Vincenzo)

## Classifiche
| Classifica (2021) | Posizione massima |
| ----------------- | ----------------- |
| Corea del Sud     | 6                 |